# Bukit Pintukarue
Bukit Pintukarue är en kulle i Indonesien.   Den ligger i provinsen Aceh, i den västra delen av landet, 1 700 km nordväst om huvudstaden Jakarta. Toppen på Bukit Pintukarue är 130 meter över havet.
Terrängen runt Bukit Pintukarue är platt åt nordost, men åt sydväst är den kuperad. Runt Bukit Pintukarue är det ganska tätbefolkat, med 129 invånare per kvadratkilometer. Närmaste större samhälle är Lhokseumawe, 15,9 km norr om Bukit Pintukarue. I omgivningarna runt Bukit Pintukarue växer i huvudsak städsegrön lövskog.